# Maria Bocșe
Maria Bocșe (n. 21 august 1939, Târgu Mureș – d. 20 august 2010) a fost un etnolog român.

## Viața și activitatea
Maria Bocșe se trage dintr-o familie de intelectuali ardeleni (tatăl, Ioan Călugăru și mama Ana).
Și-a petrecut copilăria la Beiuș, unde tatăl său era profesor de limbă latină și greacă la Liceul "Samuil Vulcan", devenit ulterior "Liceul de băieți".
Ca elevă a "Liceului de fete" beneficiază de o solidă cultură umanistă, pe care o va desăvârși ulterior la Facultatea de Filologie din Cluj, unde îi are ca profesori pe Iosif Pervain, Dumitru Pop, Nicolae Bot, Ion Vlad, Mircea Zaciu, Theodor Naum, Henri Jacquier.
După absolvirea facultății, va funcționa, pentru scurt timp, ca profesoară la liceele din Nucet și Ștei-Bihor.
Anul 1963 a fost unul de răscruce în viața Mariei Bocșe, fiind numită directoare a proaspăt înființatului "Muzeu etnografic Beiuș". Acesta este începutul unei cariere aspre, dar frumoase, pentru care simte chemare și vocație și pe care nu o va mai abandona niciodată. Și-a propus să caute în satele românești rădăcinile adevăratei noastre identități culturale și naționale.
Dr. Maria Bocșe face parte din generația de aur a etnologiei postbelice.
Între anii 1964-1970, a lucrat la Muzeul Banatului (Timișoara) și la Muzeul Țării Crișurilor (Oradea). Ea participă, alături de mari etnologi români (precum Gh. Focșa, Ion Chelcea, Elena Secoșan, Nicolae Dunăre, Boris Zderciuc, Paul Petrescu, Cornel Irimie), la toate campaniile de cercetare organizate în vestul țării, din sudul Banatului până în Maramureș și Țara Oașului.
În anul 1970 este încadrată cercetător la Filiala clujeană a Academiei Române, unde, sub îndrumarea dr. Nicolae Dunăre, va colabora mai ales la activitățile redacționale impuse de publicarea amplei monografii zonale "Țara Bârsei". În paralel, va participa la cercetările organizate de "colectivul de etnografie", în vederea elaborării monografiilor: "Mocănimea Munților Apuseni", "Cultura tradițională din Sălaj", "Dinamica culturii populare pe Valea Drăganului", "Monografia Zonei Bârgaielor", "Monografia Țării Oașului", "Zonele etnografice ale Clujului".
Maria Bocșe are și activitate publicistică ce însumează peste 700 de articole apărute în presa centrală și locală, zeci de emisiuni radio și apariții televizate.

## Distincții
Cetățean de onoare al municipiului Cluj-Napoca, 1998.